# Trentino-Alto Adige
Trentino-Alto Adige/Südtirol (németül: Trentino-Südtirol, ladinul: Trentin-Südtirol) autonóm régió Olaszország északi részén, amely elsősorban gyönyörű hegyvidéki tájairól, különösen a Dolomitokról, valamint két kultúrájú, olasz és német nyelvű örökségéről ismert. Nevezetes még fejlett turizmusáról, különösen a síelés és a túrázás terén, valamint autonóm státuszáról, amely sajátos politikai és közigazgatási rendszert biztosít a tartományoknak. A régió 2 megyéből áll, Trento autonóm megye (Trentino) és Bolzano autonóm megye, ahol jelentős a német anyanyelvűek száma. Bolzano megye területe a középkortól, Trentino megye területe 1815-től 1919-ig az osztrák Tirol tartomány déli részeként Osztrák Császárság ill. az Osztrák–Magyar Monarchia része volt. 1919-es elcsatolását követően Dél-Tirol névvel jelölték, hogy megkülönböztessék az Ausztriában maradt északi Tiroltól és Kelet-Tiroltól. 13 619 km²-es területével Olaszország negyedik legnagyobb régiója, ezzel az ország területének mintegy 4,5%-át fedi le. Közel 1 millió fős lakosságával pedig az ország legnépesebb része, ezzel az Olaszország népességének 1,7%-ával rendelkezik. Népsűrűsége bőven az országos alatt van.
Nyugatról Lombardia és Svájc, északról Ausztria, keletről és délről pedig Veneto határolja. Székhelye "a Koncilok városának" is nevezett Trento, amely elsősorban a tridenti zsinatról híres, amelyet a 16. században tartottak meg itt, és amely meghatározó szerepet játszott a római katolikus egyház reformjában. Emellett jelentős történelmi és kulturális központ, alpesi fekvésének köszönhetően népszerű turisztikai célpont is. De nevezetesebb települései közé tartozik Bolzano (németül: Bosen), ahol az olasz és német kultúra találkozása különleges hangulatot teremt, és a híres Ötzi, a jégember múzeuma is itt található, Merano (németül: Meran), amely elegáns fürdővárosként ismert, gyógyvizeivel, szecessziós építészetével és a környező hegyek látványával vonzza a turistákat, illetve Bressanone (németül: Brixen) pedig az egyik legrégebbi város a régióban, híres püspöki székhelyéről, történelmi épületeiről és festői óvárosáról.
Olaszország legészakibb régiója, az Alpok ölelésében fekszik, és teljes területét hegyvidékek borítják. A régiót két fő tartomány alkotja: Trento (olaszul: Trentino) és Bolzano (németül: Südtirol), melyeket a kultúra és a nyelv mellett a földrajz is részben elválaszt. Legjelentősebb hegyláncai közé tartoznak a Dolomitok, amelyek az UNESCO Világörökség részei, valamint a Zillertali- és az Ortles-Alpok. Számos gleccser, hegyi tó és mély völgy jellemzi a tájat, amelyek gazdag természeti látványosságokat kínálnak. A régióban ered több jelentős folyó, köztük a Dráva és az Adige, amely átszeli az egész területet. Éghajlata változatos: az alpesi területeken hosszú, havas telek és hűvös nyarak jellemzőek, míg a völgyek enyhébb klímát kínálnak. Földrajzi adottságai miatt kedvelt célpont a túrázók, síelők és természetkedvelők körében, és fontos szerepet játszik Olaszország idegenforgalmában is.
Történelme gazdag és sokrétű, erősen meghatározza a régió mai kulturális és nyelvi sokszínűségét. Az ókorban a területet kelta törzsek lakták, majd a Római Birodalom része lett. A népvándorlás idején germán népek telepedtek meg itt, később pedig a Frank Birodalomhoz, majd a Német-római Birodalomhoz tartozott. Különösen Dél-Tirol (Alto Adige) évszázadokon keresztül az osztrák Habsburgok fennhatósága alatt állt, így erős német nyelvű hagyományok alakultak ki. Az első világháború után a régió Ausztriától Olaszországhoz került, ami etnikai és politikai feszültségeket szült. A második világháború után autonóm státuszt kapott, hogy biztosítsák a németajkú lakosság jogait. Ma Trentino–Alto Adige két autonóm tartományból áll, saját kormánnyal és széles körű önrendelkezéssel, amelyek példamutatóan kezelik a nyelvi és kulturális együttélést.

## Nevének eredete

### Trentino
Trentino neve Trento városáról származik, amely a terület központja. A név a latin Tridentum szóból ered, amely „három dombot” jelent, utalva a város körüli dombokra. A „Trentino” tehát gyakorlatilag annyit tesz, mint „Trento környéke”.

### Alto Adige
Alto Adige jelentése: „Felső-Adige-vidék”, és az Adige-folyó felső szakaszára utal. Ezt az elnevezést az osztrák uralom után, az első világháború után vezették be az olasz hatóságok, amikor a terület Olaszországhoz került, és ezzel próbálták csökkenteni a német nyelvű „Dél-Tirol” elnevezés használatát. A német ajkú lakosság máig inkább a Südtirol (Dél-Tirol) nevet használja.

## Földrajz
A régiót északról Ausztria, északnyugatról Svájc, nyugatról Lombardia, keletről Veneto határolja. A táj meghatározó elemei az Alpok hegylánc déli nyúlványai, főként a Dolomitok. A legmagasabb csúcsa az Ortler (3905 méter).
Legfontosabb folyóvize az Etsch (olaszul Adige) amely Dél-Tirol olasz nevét is adja (Alto Adige). Ugyancsak Dél-Tirol-hoz tartozik a Garda-tó északi része is, amely Olaszország legnagyobb tava.

## Lakosság
A régió lakosságának 60%-a olasz, 35%-a német, 5%-a ladin (rétoromán). A németek központja Bolzano, míg a ladinoké Fassa.
A ladin nyelv (saját elnevezése l ladin vagy l lingaz ladin; nem tévesztendő össze a romans nyelv ladin változataival, sem a spanyol nyelv ladino változatával) a rétoromán nyelvek egyike, amelyet az olaszországi Dolomitok vidékén, Dél-Tirolban mintegy 30 ezren beszélnek, a legtöbben kétnyelvűségben az olasszal, illetve a némettel. Dél-Tirol tartományban hivatalosan elismert regionális státusszal rendelkezik; több dialektusra oszlik.

## Sport

### Sportlétesítmények
- Druso Stadion, Bolzano (Stadio „Druso” di Bolzano)
- Brismasco Stadion, Trento (Stadio „Briamasco” di Trento)
- Európa Stadion, Bolzano (Stadio „Europa” di Bolzano)
- PalaTrento
- PalaMazzali
- Palaonda
- Palaresia
- Jégstadion, Bruneck (Eisstadion Bruneck
- Palaghiaccio Gianmario Scola
- Arena Ritten
- DiscoArena di Vipiteno
- Palaghiaccio Pranives
- MeranArena

## Turizmus

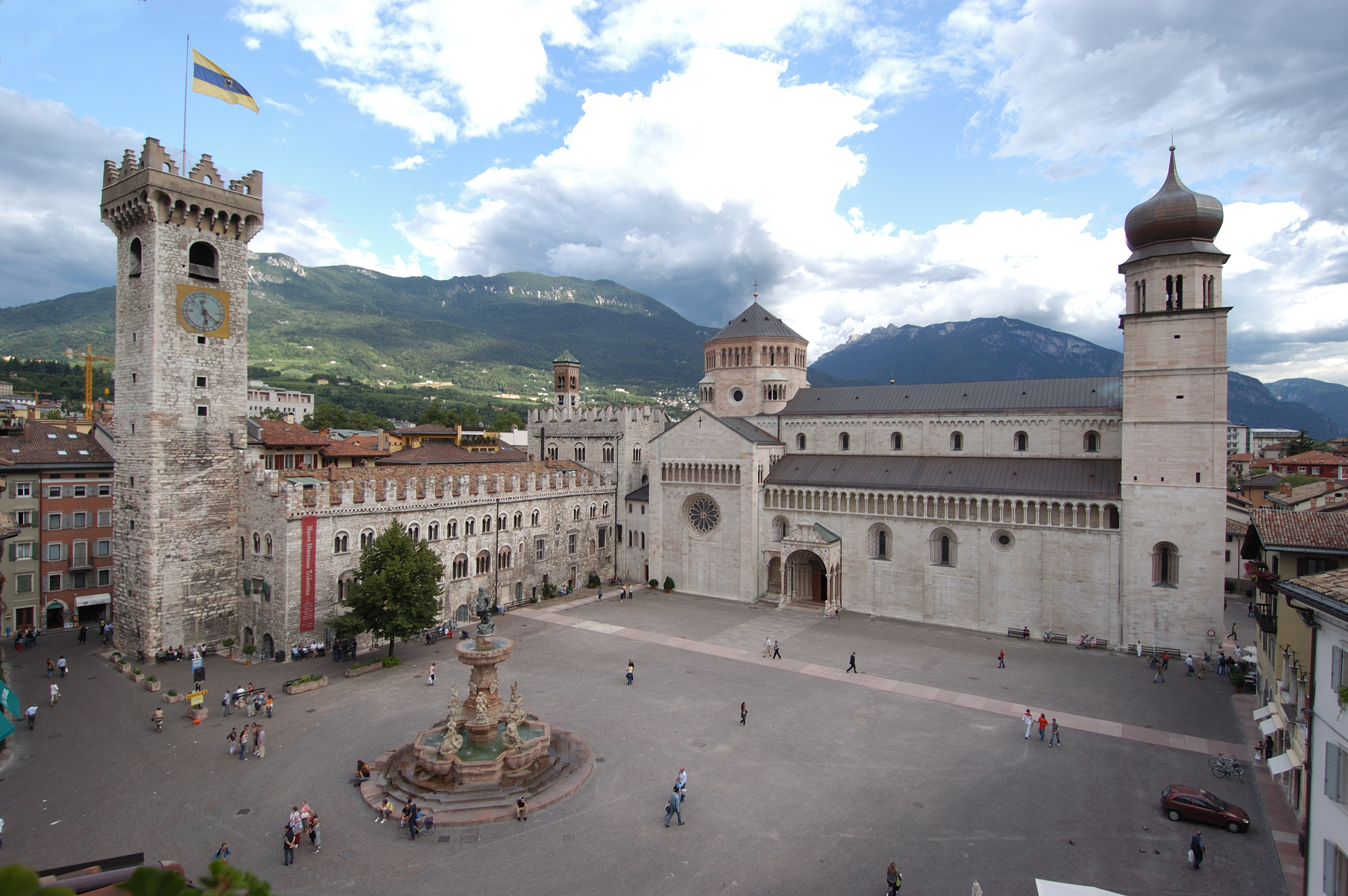
Trento, a székhely
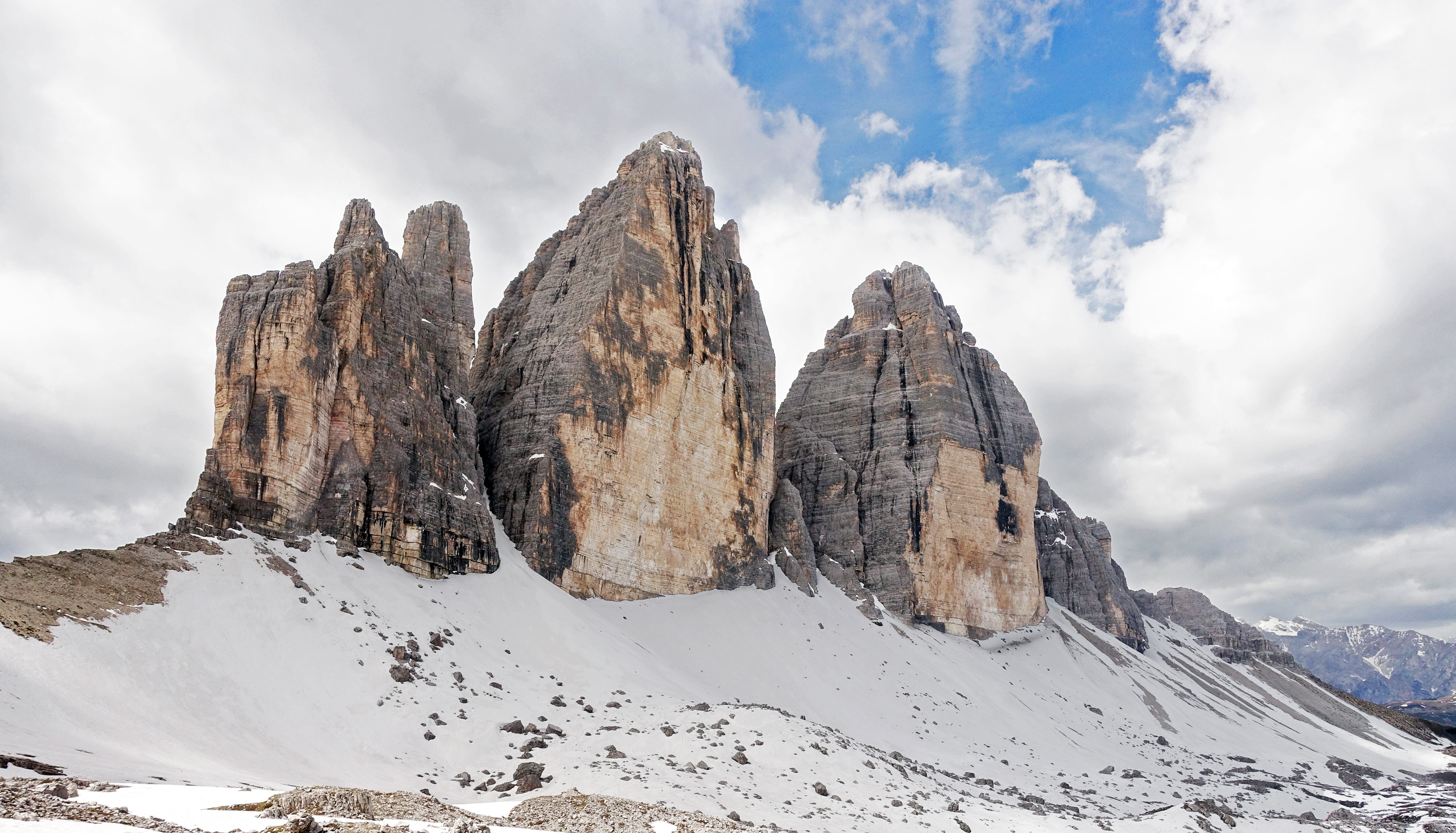
A Drei Zinnen Toblach mellett
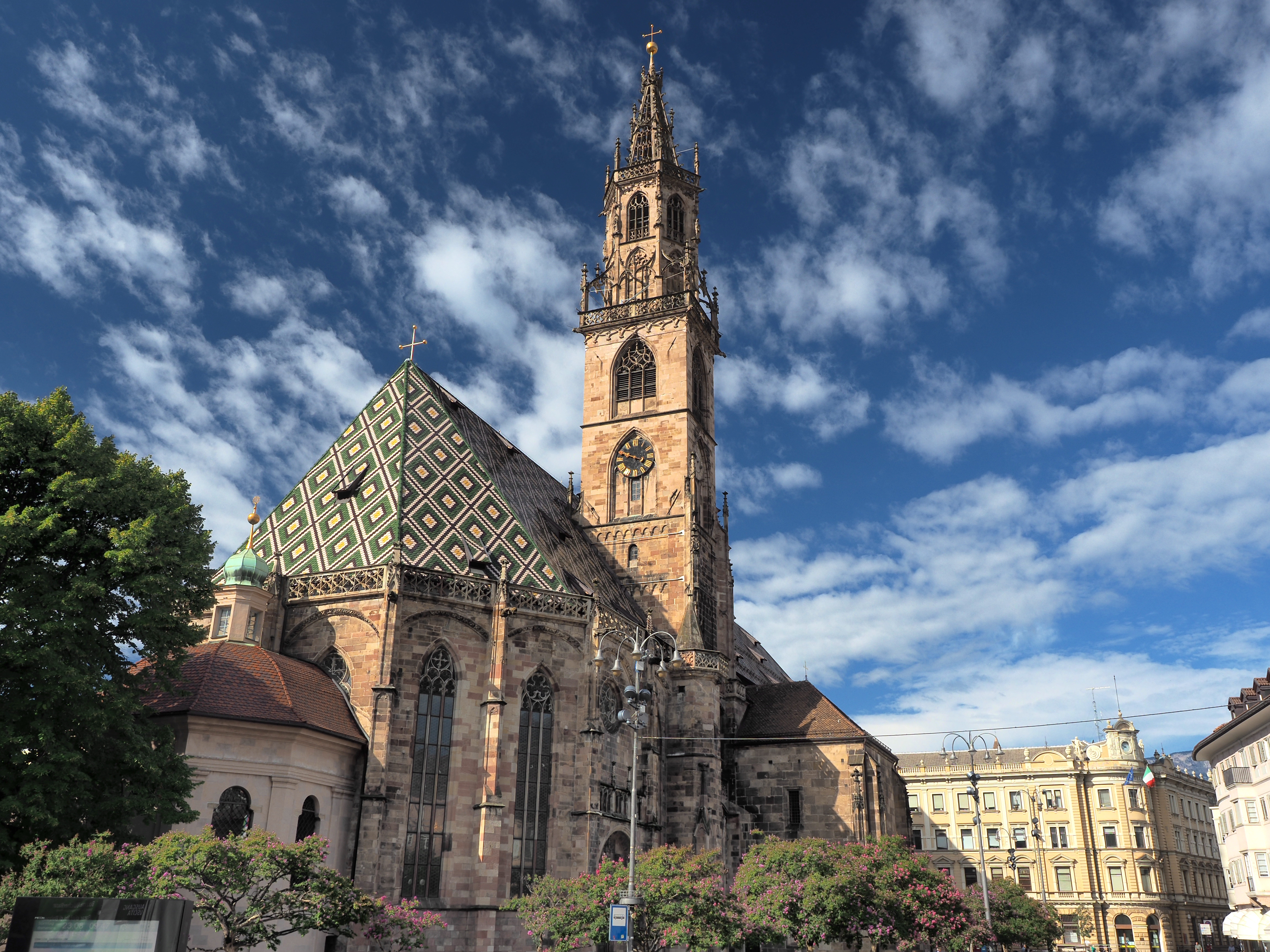
A székesegyház Bolzano városában
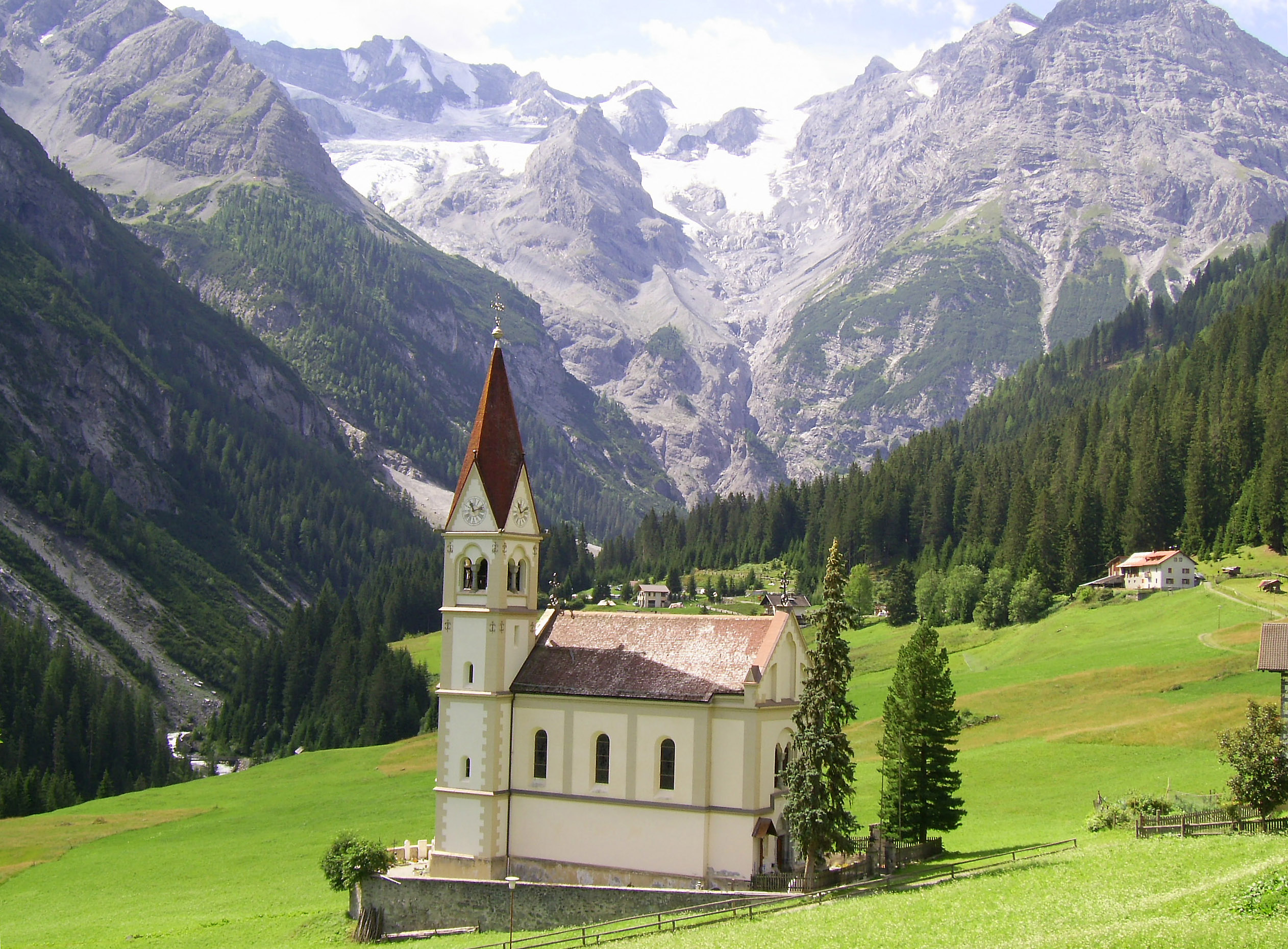
Alpesi táj Stilfs községében
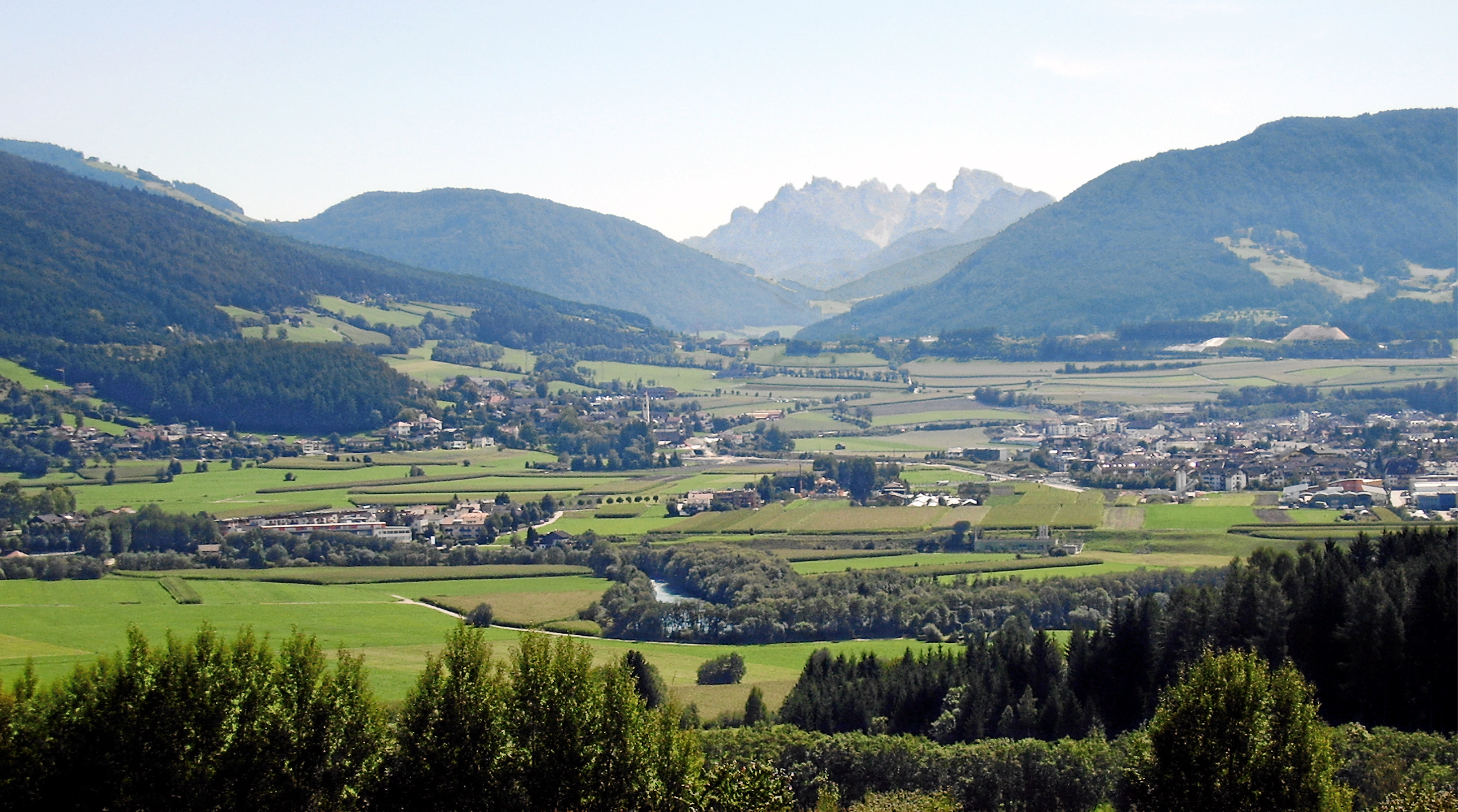
A Pustertal